# Bond-out processor

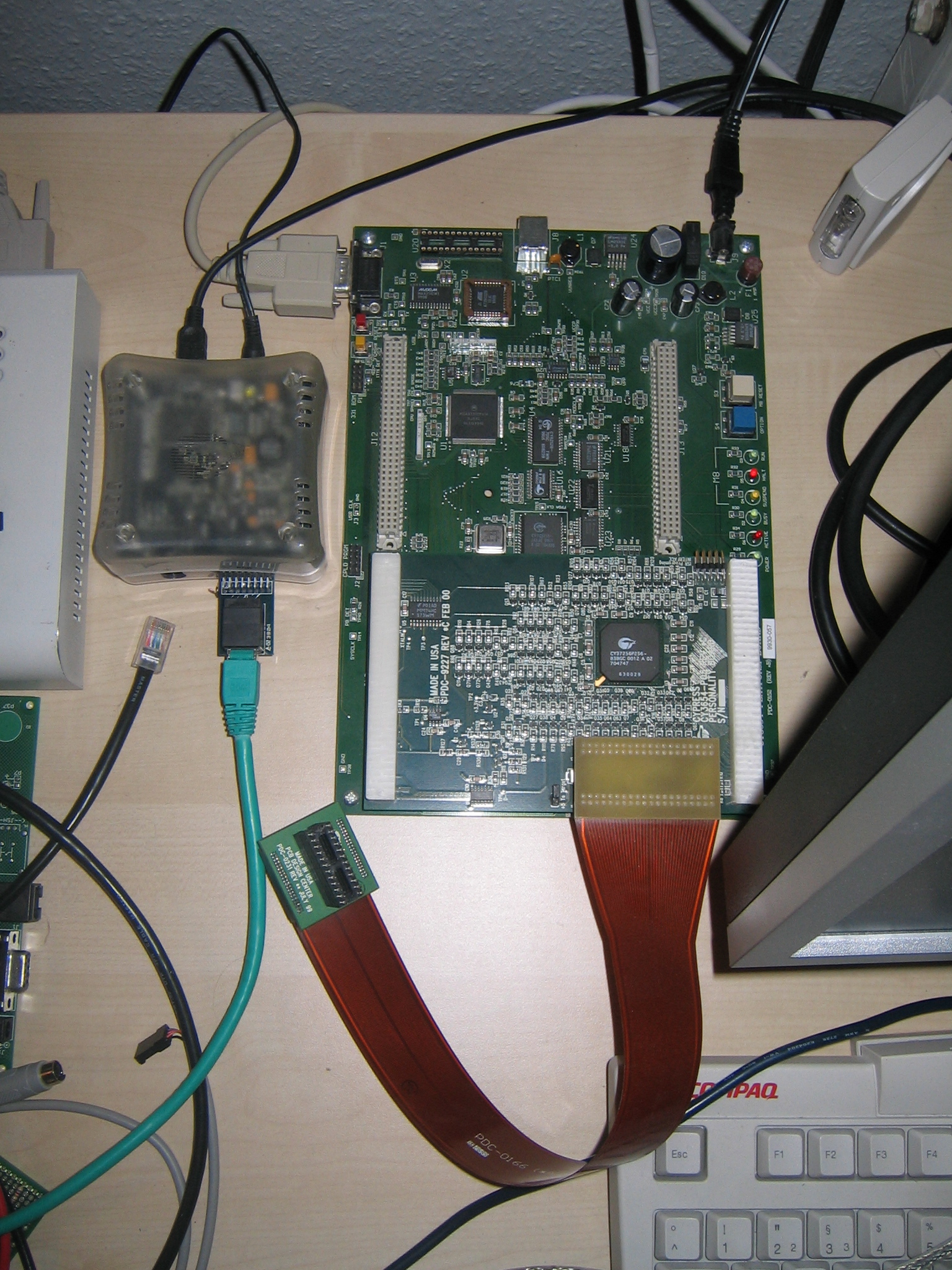
In emuladors de circuits fets per Cypress. A l'esquerra hi ha l'ICE Cube, que és una versió recent que admet la família PSoC, la dreta és el CY3654 amb una placa de personalitat per als controladors USB basats en EnCoRe M8.

Un processador de connexió és un processador d'emulació que ocupa el lloc del microcontrolador o microprocessador a la placa de destinació mentre s'està desenvolupant i/o depurant una aplicació.
Els processadors de bond-out tenen senyals interns i bus portats a pins externs. El terme vinculació deriva de connectar (o unir) els circuits d'emulació a aquests pins externs. Aquests dispositius estan dissenyats per ser utilitzats dins d'un emulador en circuit i normalment no s'utilitzen en cap altre tipus de sistema.
Els pins de connexió es van marcar com a no connectats als primers dispositius produïts per Intel, i normalment no estaven connectats a res del silici de producció normal. Les versions posteriors del microprocessador es van produir en un paquet més gran per proporcionar més senyals i funcionalitat.
Els processadors Bond-out ofereixen capacitats molt més enllà de les d'un simple monitor ROM. Un monitor ROM és un programa de microprogramari que s'executa en lloc del codi de l'aplicació i proporciona una connexió a un ordinador amfitrió per dur a terme funcions de depuració. En general, el monitor ROM utilitza part dels recursos del processador i comparteix la memòria amb el codi d'usuari.
Els processadors de connexió poden gestionar punts d'interrupció complexos (fins i tot en ROM), rastres en temps real de l'activitat del processador i no utilitzar recursos objectiu. Però aquesta funcionalitat addicional té un cost elevat, ja que només s'han de produir enllaços per a emuladors en circuit.
Per tant, de vegades s'implementen solucions similars a les enllaços amb un ASIC o FPGA o un processador RISC més ràpid que imita l'execució del codi del processador central i els perifèrics.